# Grande Fratello
Grande Fratello (abgekürzt GF) ist der italienische Ableger von Big Brother und wurde erstmals am 14. Sep. 2000 auf Canale 5 ausgestrahlt. Die Sendung wird von Endemol produziert, eine Fernsehproduktions- und Entwicklungsgesellschaft mit Hauptsitz in den Niederlanden. Einmal wöchentlich gibt es eine Abendshow die von Barbara D’Urso moderiert wird. Mehrere Personen leben für eine bestimmte Zeit in einem Haus und werden 24 Stunden am Tag mit Kameras beobachtet. Den Teilnehmern im Haus kann von den Zuschauern geholfen werden, indem man für sie anruft. Der Letzte übrig bleibende Kandidat im Haus gewinnt eine hohe Summe an Geld.
| #  | Premiere      | Finale        | Tage | Moderation        | Anzahl Teilnehmer | Gewinnsumme               | Gewinner           |
| -- | ------------- | ------------- | ---- | ----------------- | ----------------- | ------------------------- | ------------------ |
| 1  | 14. Sep. 2000 | 21. Dez. 2000 | 99   | Daria Bignardi    | 10                | £250.000 (€129.114,22)    | Cristina Plevani   |
| 2  | 20. Sep. 2001 | 20. Dez. 2001 | 92   | Daria Bignardi    | 16                | £250.000 (€129.114,22)    | Flavio Montrucchio |
| 3  | 30. Jan. 2003 | 8. Mai 2003   | 99   | Barbara d’Urso    | 16                | €241'000 (von €250'000)   | Floriana Secondi   |
| 4  | 22. Jan. 2004 | 6. Mai 2004   | 106  | Barbara d’Urso    | 15                | €300'000                  | Serena Garitta     |
| 5  | 23. Sep. 2004 | 2. Dez. 2004  | 71   | Barbara d’Urso    | 17                | €241.000 (von €250'000)   | Jonathan Kashanian |
| 6  | 19. Jan. 2006 | 27. Apr. 2006 | 99   | Alessia Maracuzzi | 20                | €900'000 (von €1.000.000) | Augusto De Megni   |
| 7  | 18. Jan. 2007 | 19. Apr. 2007 | 92   | Alessia Maracuzzi | 19                | €500'000                  | Milo Coretti       |
| 8  | 21. Jan. 2008 | 21. Apr. 2008 | 92   | Alessia Maracuzzi | 21                | €500'000                  | Mario Ferretti     |
| 9  | 12. Jan. 2009 | 20. Apr. 2009 | 99   | Alessia Maracuzzi | 23                | €300'000                  | Ferdi Berisa       |
| 10 | 26. Okt. 2010 | 8. März 2010  | 134  | Alessia Maracuzzi | 29                | €250'000                  | Mauro Marin        |
| 11 | 18. Okt. 2010 | 18. Apr. 2011 | 183  | Alessia Maracuzzi | 34                | €300'000 (von €250'000)   | Andrea Cocco       |
| 12 | 24. Okt. 2011 | 1. Apr. 2012  | 161  | Alessia Maracuzzi | 36                | €240.000 (von €250'000)   | Sabrina Mbarek     |
| 13 | 3. März 2014  | 26. Mai 2014  | 85   | Alessia Maracuzzi | 18 (2 in 1)       | €250'000                  | Mirco Petrilli     |
| 14 | 24. Sep. 2015 | 10. Dez. 2015 | 78   | Alessia Maracuzzi | 20                | €200'000 (von € 250'000)  | Federica Lepanto   |
| 15 | 17. Apr. 2018 | 4. Juni 2018  | 48   | Barbara D’Urso    | 17                | €100'000                  | Alberto Mezzetti   |
| 16 | 8. Apr. 2019  | 10. Juni 2019 | 64   | Barbara D’Urso    | 19                | €100'000                  | Martina Nasoni     |